# Ещенко, Святослав Игоревич
Святосла́в И́горевич Е́щенко (род. 1 апреля 1971, Воронеж) — российский актёр театра и кино, артист разговорного жанра, юморист. Заслуженный артист России (2018).

## Биография

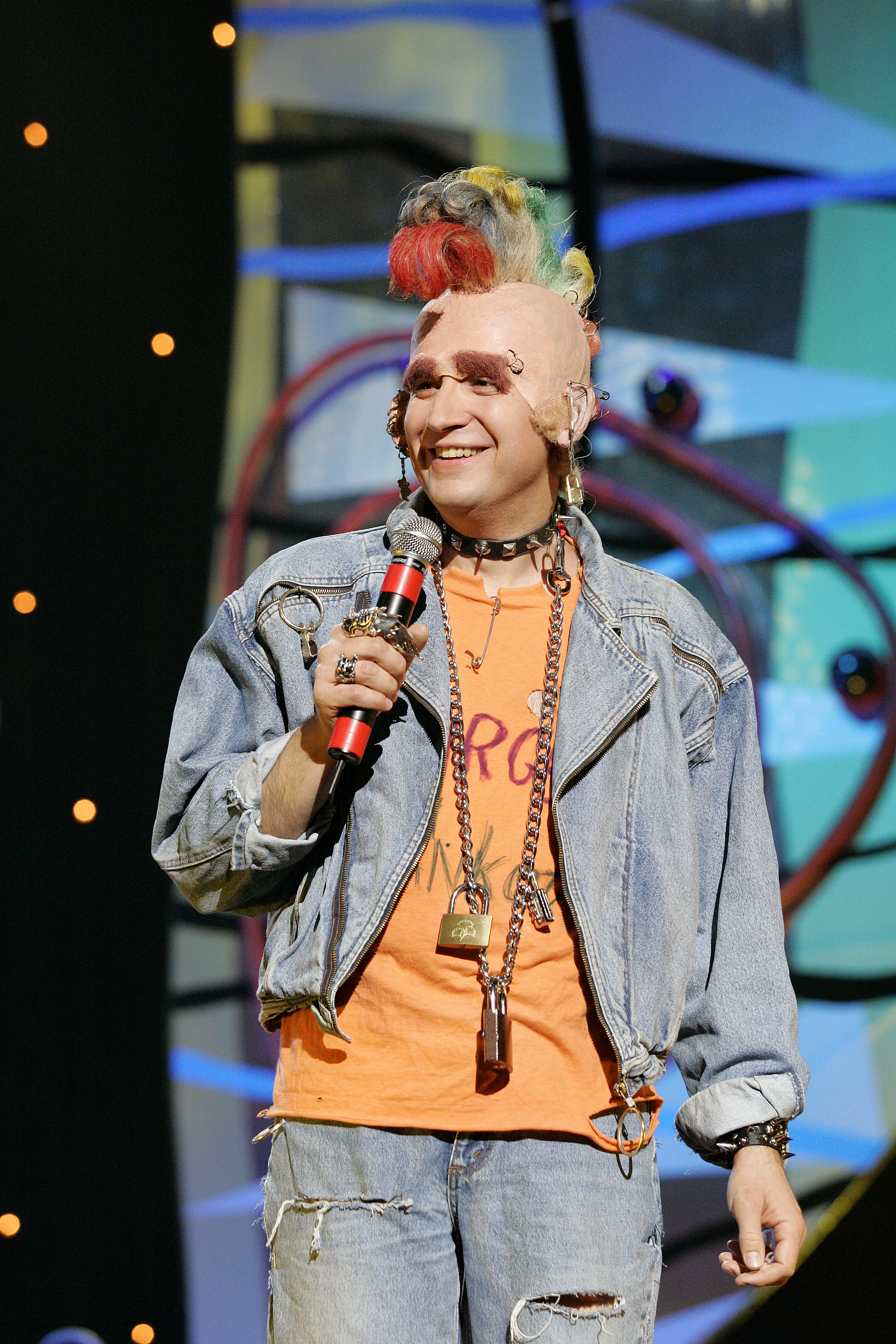
Святослав Ещенко в сценическом образе панка (2005)

Родился 1 апреля 1971 года в Воронеже в семье музыканта и режиссёра Игоря Петровича Ещенко. Ещё в детстве Ещенко-младший начал копировать артистов, развлекая одноклассников пародиями.
В 1988 году Ещенко поступил на актёрский факультет Воронежского государственного института искусств. В период учёбы Ещенко писал стихи и песни, выступал с юмористическими монологами, делал собственные постановки с однокурсниками. В конце второго курса художественный руководитель Воронежского академического театра драмы им. Кольцова пригласил его на роль в своём спектакле.
Прорыв в артистической карьере Ещенко произошёл после того, как драматург Матвей Яковлевич Грин познакомил его с Евгением Петросяном. По приглашению Петросяна Ещенко начал участвовать в программе «Смехопанорама». Во второй половине 1990-х годов Ещенко стал лауреатом международного конкурса сатиры и юмора имени Аркадия Райкина «Море смеха — 96» и Всероссийского конкурса артистов эстрады «Кубок юмора — 99».
В 1997 году Ещенко сыграл с Евгением Петросяном и Еленой Степаненко в эстрадном спектакле «Когда финансы поют романсы». В 1999 году Михаил Задорнов пригласил Ещенко, Максима Галкина и ряд других молодых артистов в свою новую юмористическую программу «Задорная компания». С 1998 года Ещенко проводит сольные юмористические вечера. В 2000 году он впервые выступил с собственной профессиональной эстрадной сольной программой «Российский Сбродвей». 20 марта 2002 года в Москве состоялась премьера его эстрадного спектакля «Поехали смеяться!»

## Личная жизнь
Жена — Ирина, сын — Нарад Ещенко, падчерица Мария (дочь жены от первого брака). В 2018 году после 20 лет совместной жизни пара рассталась.
С 1989 года Ещенко является вегетарианцем. По вероисповеданию — кришнаит, получил посвящение у Мукунды Госвами — одного из гуру Международного общества сознания Кришны. Много лет Ещенко был последователем этой религиозной организации, но в феврале 2018 года на ток-шоу Андрея Малахова «Привет, Андрей!» он заявил, что «пришел к выводу, что свободный человек не должен принадлежать к каким-либо церквям и религиям».
В 2004 году в программе Владимира Соловьёва «К барьеру!» Ещенко утверждал, что по бабушкиной линии принадлежит к российскому дворянскому роду и что у него есть родовая чудотворная икона.

## Награды
1 июня 2018 года закрытым указом №284 президента России В. В. Путина  Ещенко присвоено звание Заслуженного артиста Российской Федерации.